# Stöcken (Hannover)
Stöcken ([ʃtœkən] ) ist der 18. Stadtteil der niedersächsischen Landeshauptstadt Hannover, liegt im Nordwesten der Stadt und gehört zum 12. Stadtbezirk Herrenhausen-Stöcken. In Stöcken leben Mitte 2024 27.419 Einwohner darunter (13.644 Frauen und 13.775 Männer).

## Lage

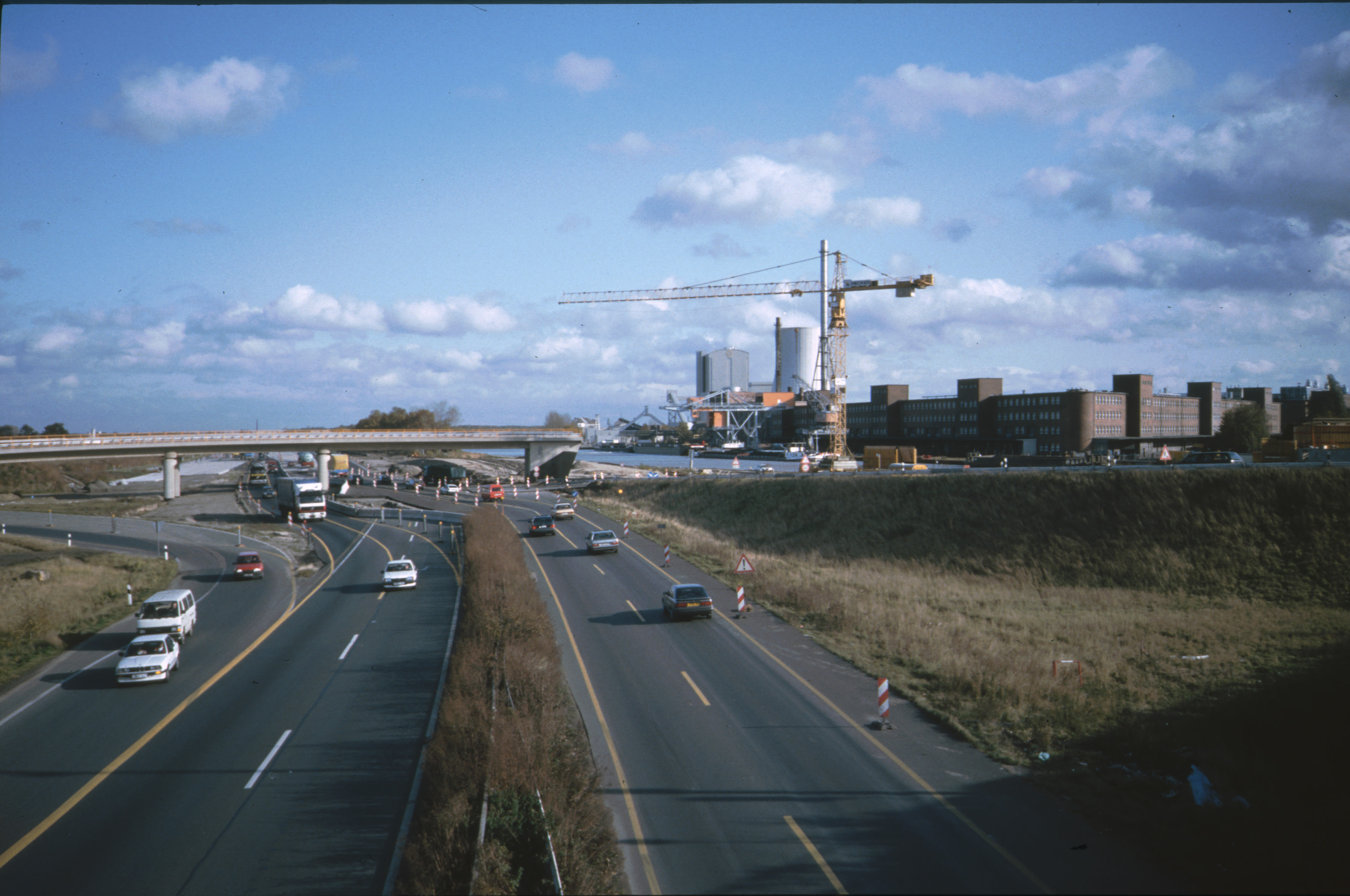
Anschlussstelle Hannover-Herrenhausen in Bau, 1991

Stöcken liegt im Nordwesten von Hannover und grenzt an den Vororten Langenhagen, Garbsen und Seelze-Letter sowie an den Stadtteilen Ledeburg, Nordhafen, Leinhausen und Ahlem. Durch Stöcken fließen die Leine im Süden und der Mittellandkanal im Norden. Durch Stöcken führen zudem die A2 und die B6 (Westschnellweg).

## Geschichte

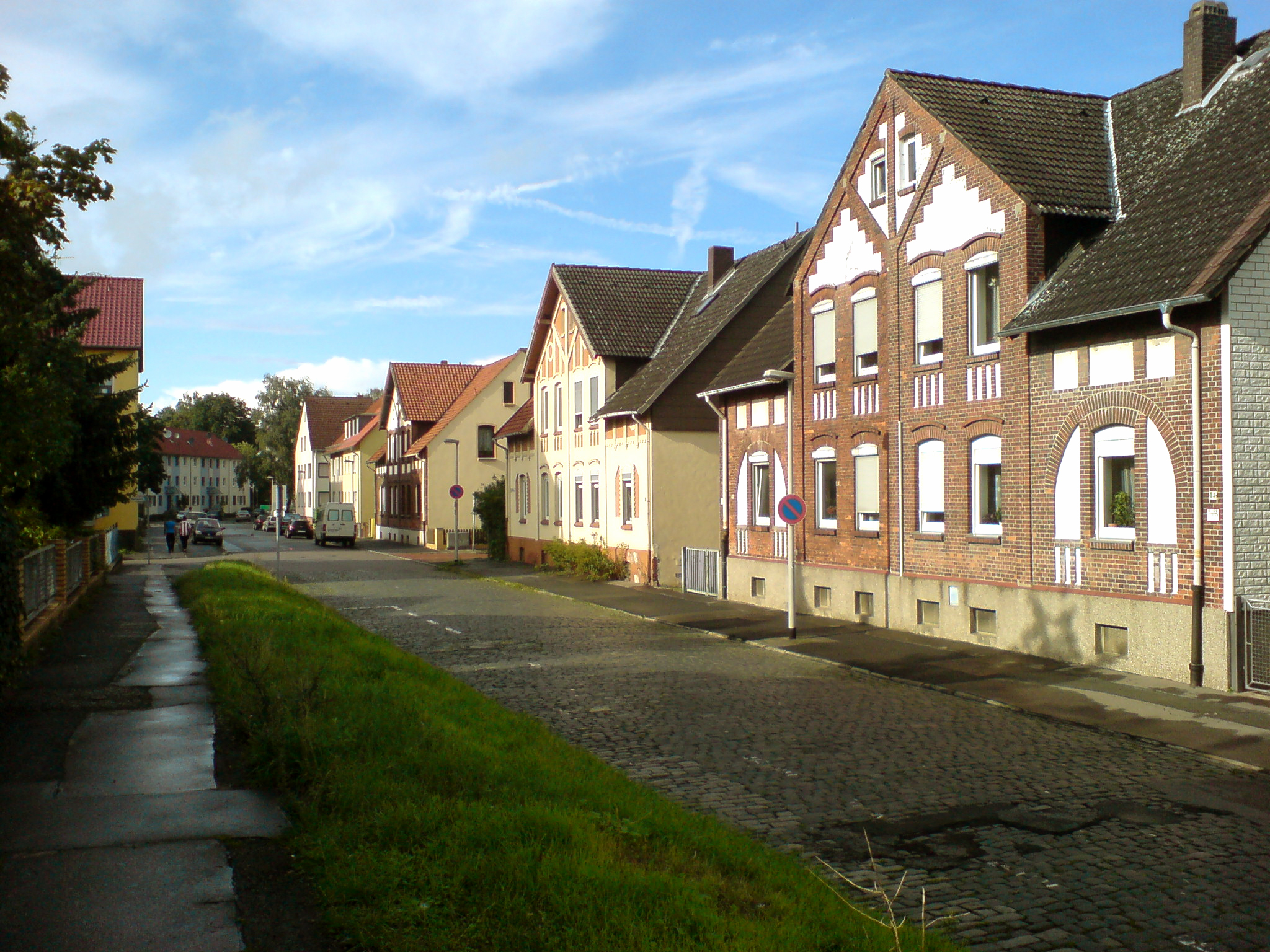
Freudenthalstraße in Stöcken

Entstanden aus einem kleinen Dorf nördlich von Hannover auf einer Leineterrasse, wurde Stöcken 1907 nach Hannover eingemeindet. Im Siebenjährigen Krieg wurde Stöcken 1757 von französischen Truppen besetzt. Bis in das 20. Jahrhundert war der Ort landwirtschaftlich geprägt. Mit Ausnahme der Ziegelei, die sich im Jahr 1890 ansiedelte, gab es keinerlei Industrie.

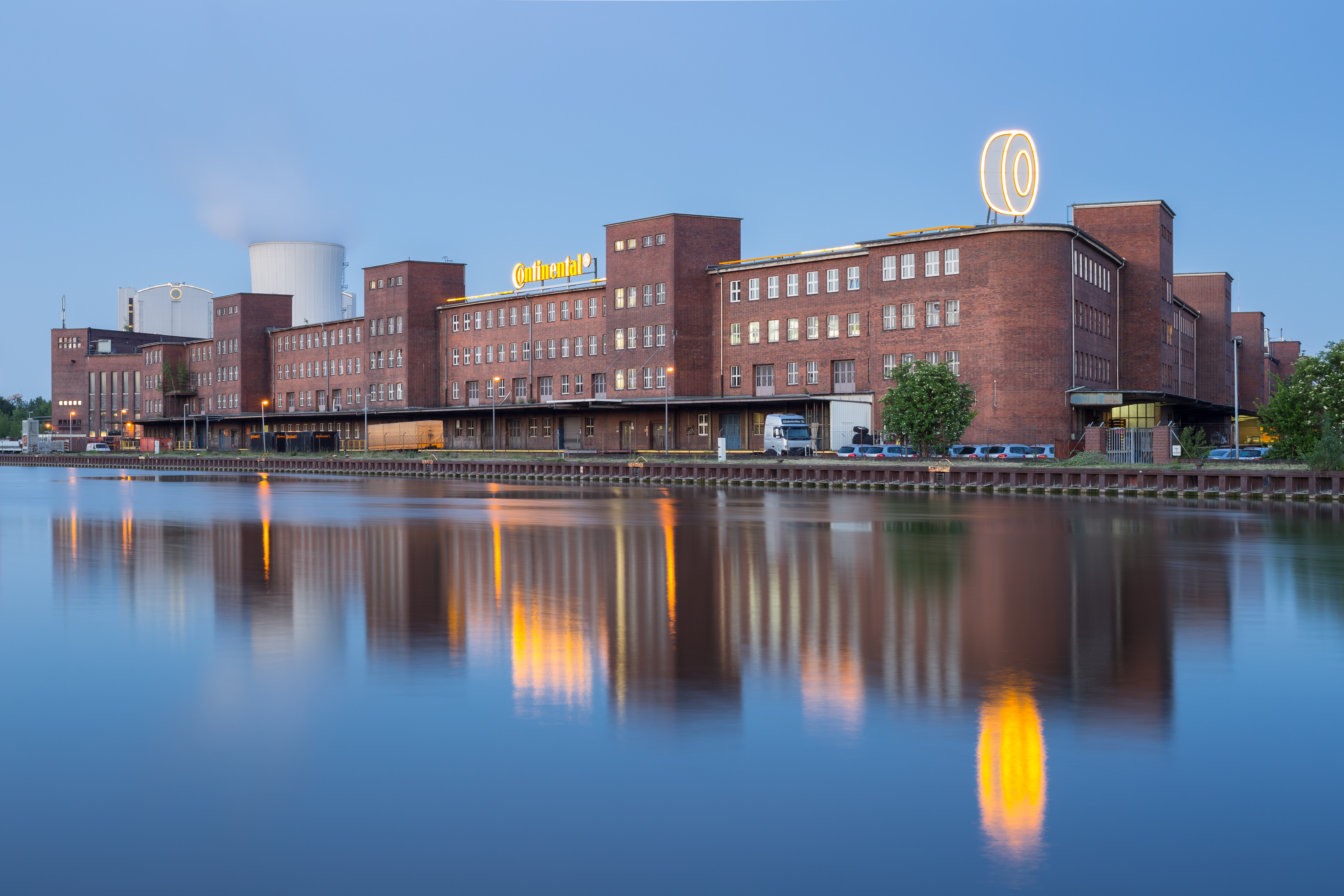
Continental-Werk Hannover Stöcken

Erst nach der Eingemeindung konnte sich – bedingt durch den Bau von Mittellandkanal und der Hafenanlage Nordhafen – Industrie ansiedeln. Noch vor Beginn des Zweiten Weltkrieges siedelten sich die Industriebetriebe  Continental und ein Vorläuferbetrieb der Varta an. In diesem Zusammenhang wurde das KZ Hannover-Stöcken als Außenlager des Konzentrationslagers Neuengamme errichtet, in dem Zwangsarbeiter unter unmenschlichen Bedingungen für die deutsche Rüstungsindustrie arbeiten mussten. Daran erinnert heute ein Mahnmal in Marienwerder.

### Entwicklung zum Industriestandort
Vor allem im Norden Stöckens haben sich viele Industrieunternehmen angesiedelt. Nach dem Zweiten Weltkrieg wurde das Continental-Werk vergrößert, 1955 entstand das Volkswagenwerk Hannover. Dort wurde der erste VW Bulli gebaut. Zudem siedelte sich in der Nachfolge von Varta Johnson Controls, heute Clarios Varta Hannover, auf dem Gelände der ehemaligen Akkumulatorenfabrik Hannover-Stöcken in Stöcken an.

### Lüttje Lage
Der berühmteste Einwohner Stöckens war Cord Broyhan. Er erfand 1526 ein helles Bier. Das nach ihm benannte obergärige Broyhan-Bier verschaffte der Stadt Hannover einen beachtlichen wirtschaftlichen Aufschwung und eine bedeutende Stellung auf dem Gebiet der damaligen Braukunst. Aus der Sitte, das Broyhan-Bier zusammen mit Branntwein zu trinken, entstand die Lüttje Lage.

## Wohnen und Leben
Ein großer Teil Stöckens besteht aus drei- bis viergeschossiger Wohnbebauung mit großen Grünflächen, die in der Nachkriegszeit entstanden sind. Zu den Straßen zählt Am Stöckener Bach. Einer der größten Friedhöfe Hannovers ist der Stadtfriedhof Stöcken. Im Stadtteil befinden sich die Feuer- und Rettungswache 2 der hannoverschen Berufsfeuerwehr. Die evangelisch-lutherische Corvinuskirche und die katholische St.-Christophorus-Kirche wurden 2012 bzw. 2019 geschlossen, so dass sich heute keine christliche Kirche mehr in Stöcken befindet (sehr viele Menschen verlassen gerade die Kirche, nur 4,3 % von Katholiken gehen an meisten Sonntagen zur Kirche). Allerdings gibt es zwei Moscheen, darunter die bekannte Sami-Moschee.

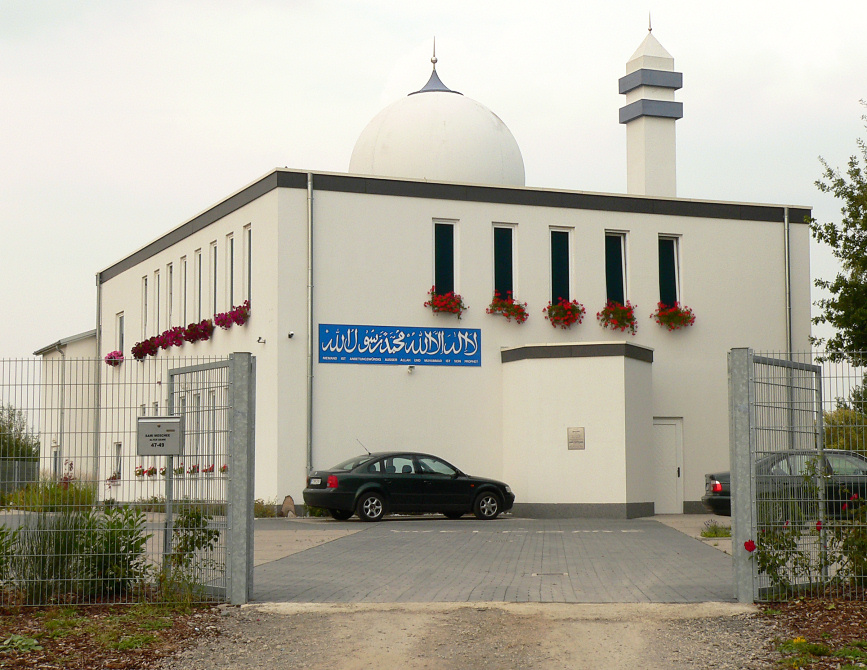
Sami-Moschee in Stöcken

Zum Stadtteil Stöcken gehört das Siedlungsgebiet Schwarze Heide, das als einziges Wohngebiet des Stadtbezirks nördlich der A 2 liegt. Hier sollen zusätzlich eventuell Wohnungen für bis zu 2000 Menschen entstehen.

## Verkehr
Das Zentrum von Stöcken wird von der Stadtbahnlinie 5 der ÜSTRA erschlossen. Die Linie 4 bedient den westlichen Rand des Stadtteils.
| Linie | Verlauf | Takt                                       |
| ----- | --- | ------------------------------------------ |
| 4     | Garbsen – Auf der Horst – Marienwerder/Wissenschaftspark − Freudenthalstraße – Bahnhof Leinhausen – Herrenhäuser Gärten – Leibniz-Universität – Königsworther Platz – Steintor – Kröpcke – Aegidientorplatz – Marienstraße – Braunschweiger Platz – Clausewitzstraße – Kantplatz – Nackenberg – Bahnhof Karl-Wiechert-Allee – Medizinische Hochschule – Roderbruch | 10 min (werktags) 15 min (sonn-/feiertags) |
| 5     | Stöcken – Freudenthalstraße – Bahnhof Leinhausen – Herrenhäuser Gärten – Leibniz-Universität – Königsworther Platz – Steintor – Kröpcke – Aegidientorplatz – Marienstraße – Braunschweiger Platz – Clausewitzstraße – Kantplatz – Nackenberg – Tiergarten – Anderten                                                                                               | 10 min (werktags) 15 min (sonn-/feiertags) |

## Demografie
In Stöcken leben viele ältere Menschen, wie überall am Stadtrand von Hannover. Dazu kommen Arbeiter von den vielen Industrieunternehmen. Etwa die Hälfte hat einen Migrationshintergrund. 12,3 % sprechen Türkisch, gefolgt sind Polnisch und Arabisch. Der Migrantenanteil von 59,6 % ist höher als der für ganz Hannover (41,4 %), und die Arbeitslosenquote ist leicht über dem Durchschnitt, allerdings ist Stöcken kein sozialer Brennpunkt.

## Sportvereine Stöcken
- Fußballverein SV Kleeblatt Stöcken e. V. von 1924
- Turnerbund Stöcken von 1896 e. V. (Korbball, Volleyball / Beachvolleyball, Handball, Badminton, Squash, Tennis, Schwimmen, Wasserball, Tischtennis)